# 博德利
博德利（Bodeli），是印度古吉拉特邦Vadodara县的一个城镇。总人口10494（2001年）。

## 人口
该地2001年总人口10494人，其中男性5436人，女性5058人；0—6岁人口1180人，其中男658人，女522人；识字率71.81%，其中男性为78.46%，女性为64.67%。